# Hemitriakis japanica
Espèce
Répartition géographique
Statut de conservation UICN

 LC  : Préoccupation mineure
Hemitriakis japanica est une espèce de requins.
Ce requin vit dans le Pacifique ouest, de 40°Nord à 21°Sud et peut atteindre 1,20 mètre de long.